# Bình Quới – Thanh Đa
Bình Quới – Thanh Đa là một bán đảo (thường được gọi tắt là bán đảo Thanh Đa hoặc bán đảo Bình Qưới) nằm bên sông Sài Gòn thuộc các phường 27 và 28, quận Bình Thạnh (nay là phường Bình Qưới), Thành phố Hồ Chí Minh, Việt Nam.
Tuy nằm giữa lòng thành phố nhưng hiện nay bán đảo này vẫn như một miền quê do dự án quy hoạch đã bị treo hơn 25 năm qua. Cảnh quan thường gặp ở đây là những ruộng lúa, ao, đầm, đối lập với những cao ốc, căn hộ, khu biệt thự phía bên kia sông Sài Gòn thuộc khu vực Thảo Điền, thành phố Thủ Đức.

## Địa lý

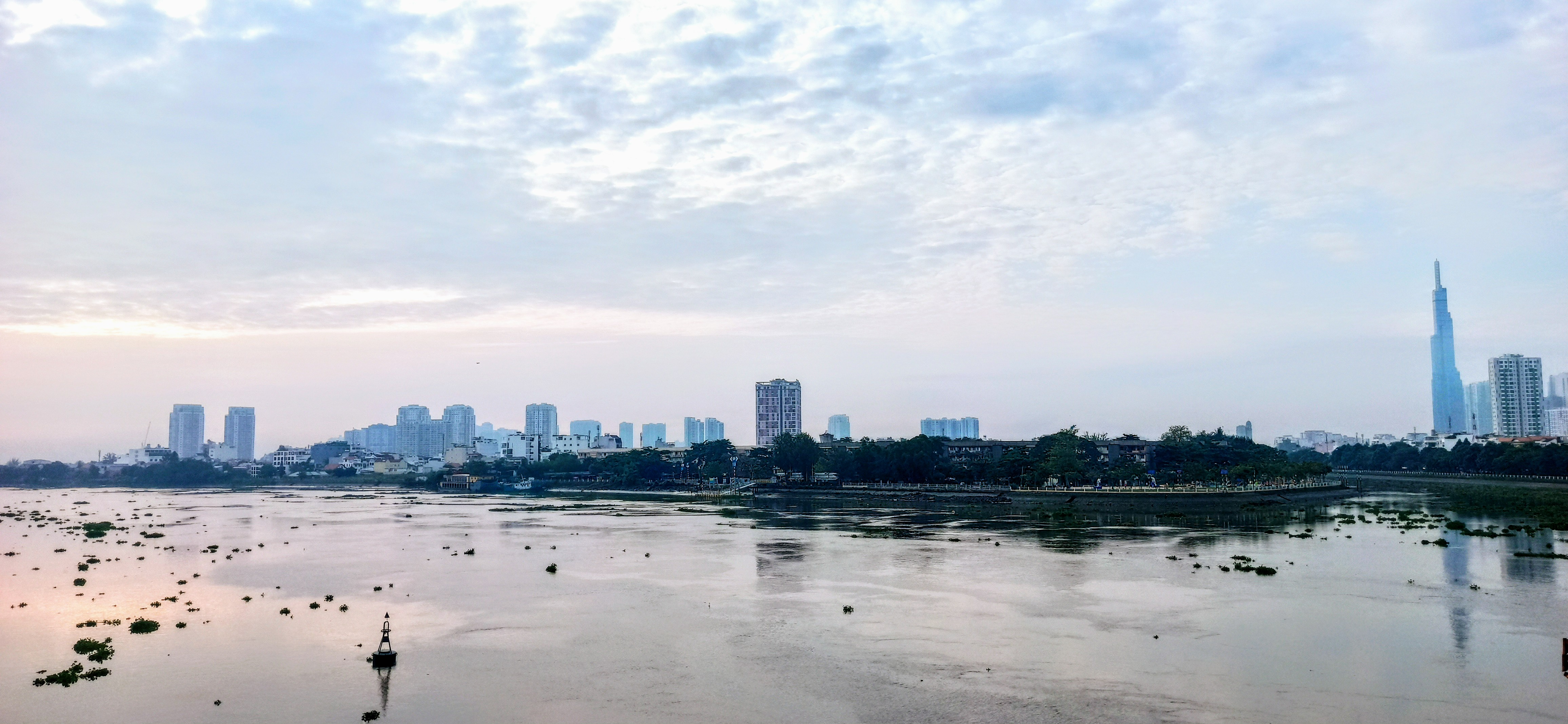
Bán đảo Thanh Đa nhìn từ cầu Bình Triệu

Bình Quới – Thanh Đa, cách trung tâm thành phố chưa đầy 5 km, mặc dù được quen gọi là bán đảo do ban đầu nó chỉ được bao quanh bởi sông Sài Gòn nhưng thực tế khu vực này hiện nay là một cù lao vì được bao bọc thêm bởi kênh Thanh Đa được đào trong thời Pháp thuộc. Các phía đông, nam và bắc đều giáp thành phố Thủ Đức qua sông Sài Gòn. Phía tây giáp phần còn lại của quận Bình Thạnh (nay là phường Bình Thạnh và Thạnh Mỹ Tây) với ranh giới là kênh Thanh Đa. Lối vào duy nhất bằng đường bộ hiện nay là qua Cầu Kinh Thanh Đa (hoặc còn gọi tắt là cầu Kinh) theo đường Xô Viết Nghệ Tĩnh – Thanh Đa ở hướng Đông Nam. Một con đường khác là đi qua phà Bình Quới (trước đây là bến đò Bình Quới) từ phường Linh Đông, Thủ Đức ở phía Bắc.
Nó được chia thành hai khu vực là khu vực Thanh Đa (tương ứng với phường 27) và khu vực Bình Quới Tây (hay còn gọi đơn giản là Bình Quới, tương ứng với phường 28). Trong đó, khu vực Bình Quới chiếm phần lớn diện tích với các khu dân cư nằm rải rác. Một phần lớn diện tích đất ở đây là các đầm lầy và những lô đất bị bỏ hoang do quy hoạch treo, được người dân tận dụng để trồng lúa hoặc đào ao thả cá. Khu vực Thanh Đa có cư xá Thanh Đa với các khu chung cư cũ hình thành từ trước năm 1975 và có phần sầm uất hơn khu vực Bình Quới do vị trí gần với trung tâm quận hơn.

## Lịch sử
Dưới thời nhà Nguyễn, vùng đất Bình Quới – Thanh Đa ngày nay thuộc các thôn Thạnh Đa và Bình Quới Tây, tổng Bình Trị Thượng, huyện Bình Dương, phủ Tân Bình, tỉnh Gia Định. Về sau, do bỏ dấu khi in trên bản đồ thời Pháp nên tên thôn Thạnh Đa biến thành địa danh Thanh Đa như hiện nay.
Năm 1897, thực dân Pháp cho một con kênh đi qua địa phận thôn Thạnh Đa (là kênh Thanh Đa ngày nay). Con kênh dài 1 km, rộng 40 m và sâu 6 m. Nó cắt vòng thắt sông Sài Gòn từ Bình Lợi đến An Phú và rút ngắn 12 km thủy lộ, giúp thuyền bè tiết kiệm thời gian di chuyển trên sông Sài Gòn. Kênh được đào trong vòng 1 năm, và từ đó bán đảo trở thành một cù lao như ngày nay.
Năm 1911, tỉnh Gia Định chia thành bốn quận: Thủ Đức, Nhà Bè, Gò Vấp và Hóc Môn. Vùng đất Bình Quới – Thanh Đa lúc này thuộc làng Thạnh Mỹ Tây (làng hình thành trên cơ sở hợp nhất các thôn Thạnh Đa, Phú Mỹ và Bình Quới Tây cũ), tổng Bình Trị Thượng, quận Gò Vấp. Sau năm 1956, làng Thạnh Mỹ Tây được gọi là xã Thạnh Mỹ Tây.
Năm 1976, quận Bình Thạnh được thành lập trên cơ sở tách hai xã Bình Hòa và Thạnh Mỹ Tây thuộc quận Gò Vấp cũ. Từ đó, khu vực bán đảo Thanh Đa thuộc các phường 27 và 28, quận Bình Thạnh cho đến ngày nay.
Năm 1992, dự án khu đô thị Bình Quới – Thanh Đa được UBND thành phố phê duyệt. Đến năm 2004, dự án được giao cho Tổng công ty Xây dựng Sài Gòn đầu tư xây dựng nhưng đơn vị này không triển khai được nên đến năm 2010, chính quyền đã thu hồi quyết định.
Năm 2015, liên danh Tập đoàn Bitexco và Emaar Properties PJSC (công ty trong lĩnh vực bất động sản ở Dubai) được chọn là nhà đầu tư với tổng vốn hơn 30.000 tỷ đồng. Thời gian thực hiện dự án trong 50 năm kể từ ngày ký kết hợp đồng. Tuy nhiên, năm 2017 Công ty Emaar Properties PJSC đã rút khỏi dự án vì thời gian giải tỏa, hỗ trợ đền bù cho người dân kéo dài quá lâu và họ không đủ kiên nhẫn chờ đến lúc được bàn giao đất sạch.

## Giáo dục
- Trường Tiểu học Thanh Đa
- Trường Tiểu học Bình Quới Tây
- Trường Trung học cơ sở Thanh Đa
- Trường Trung học cơ sở Bình Quới Tây
- Trường Trung học cơ sở Cù Chính Lan

Riêng trường Trung học phổ thông Thanh Đa nay đã chuyển sang cơ sở mới trên đường Nguyễn Xí thuộc phường 26 (nay là phường Bình Lợi Trung).

## Du lịch
Hiện nay, một phần đất trên bán đảo thuộc khu vực Bình Quới được tận dụng để làm các quán ăn, khu du lịch sinh thái bên bờ sông như các khu du lịch Bình Quới 1, Bình Quới 2 và tổ chức các hoạt động như câu cá giải trí, các trò chơi thể thao dưới nước,...
Đây là một địa điểm được nhiều người dân đến vui chơi giải trí vào cuối tuần do nằm ngay trong thành phố, có khí hậu bờ sông mát mẻ cũng như các dịch vụ vui chơi giải trí tương đối đầy đủ.

## Cư xá Thanh Đa
Cư xá Thanh Đa là một trong những chung cư đầu tiên tại Sài Gòn, được xây trước năm 1975. Hiện ở đây có khoảng 4.300 hộ dân ngụ tại 22 lô chung cư, trong đó một số lô chung cư đã xuống cấp.

## Hình ảnh

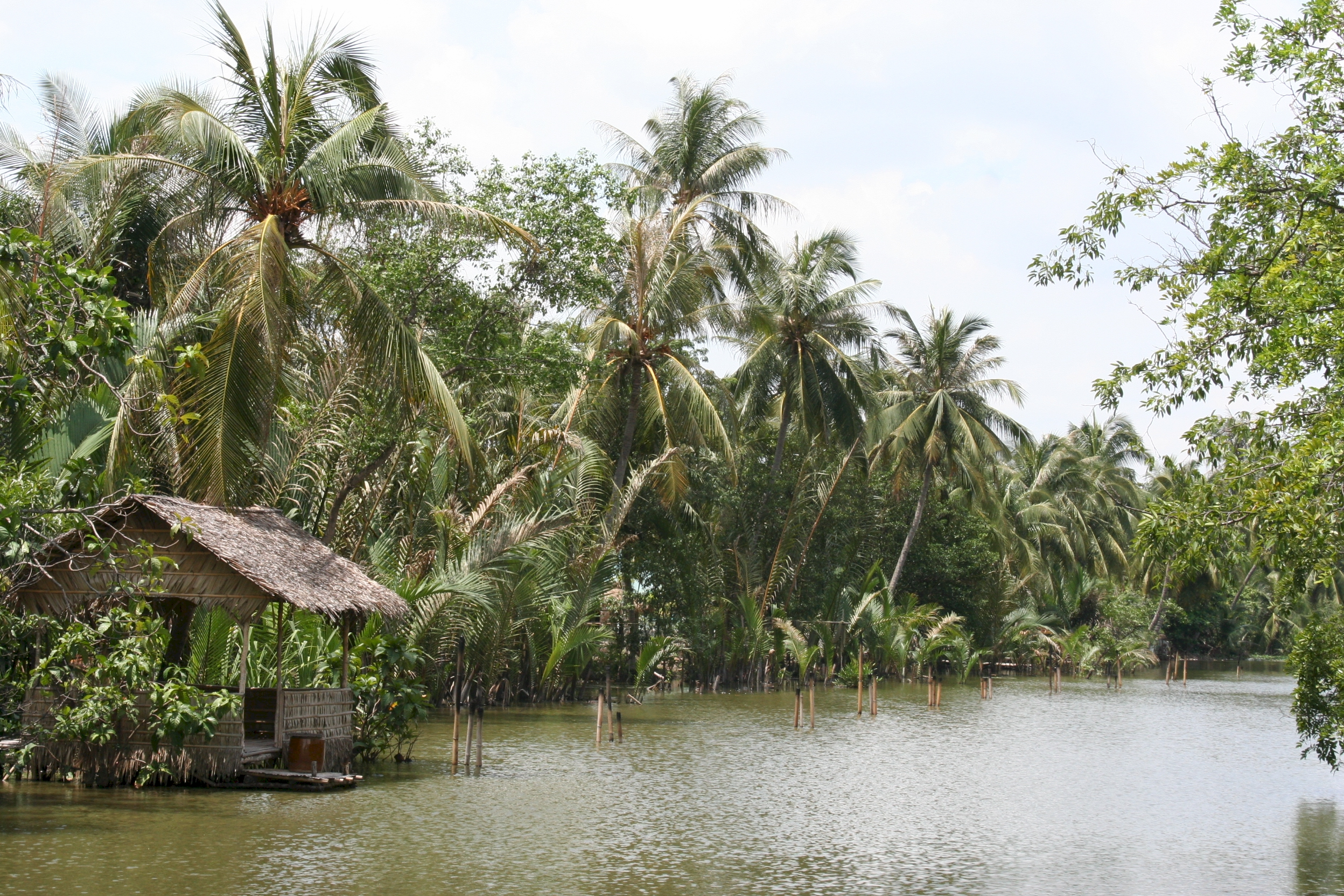
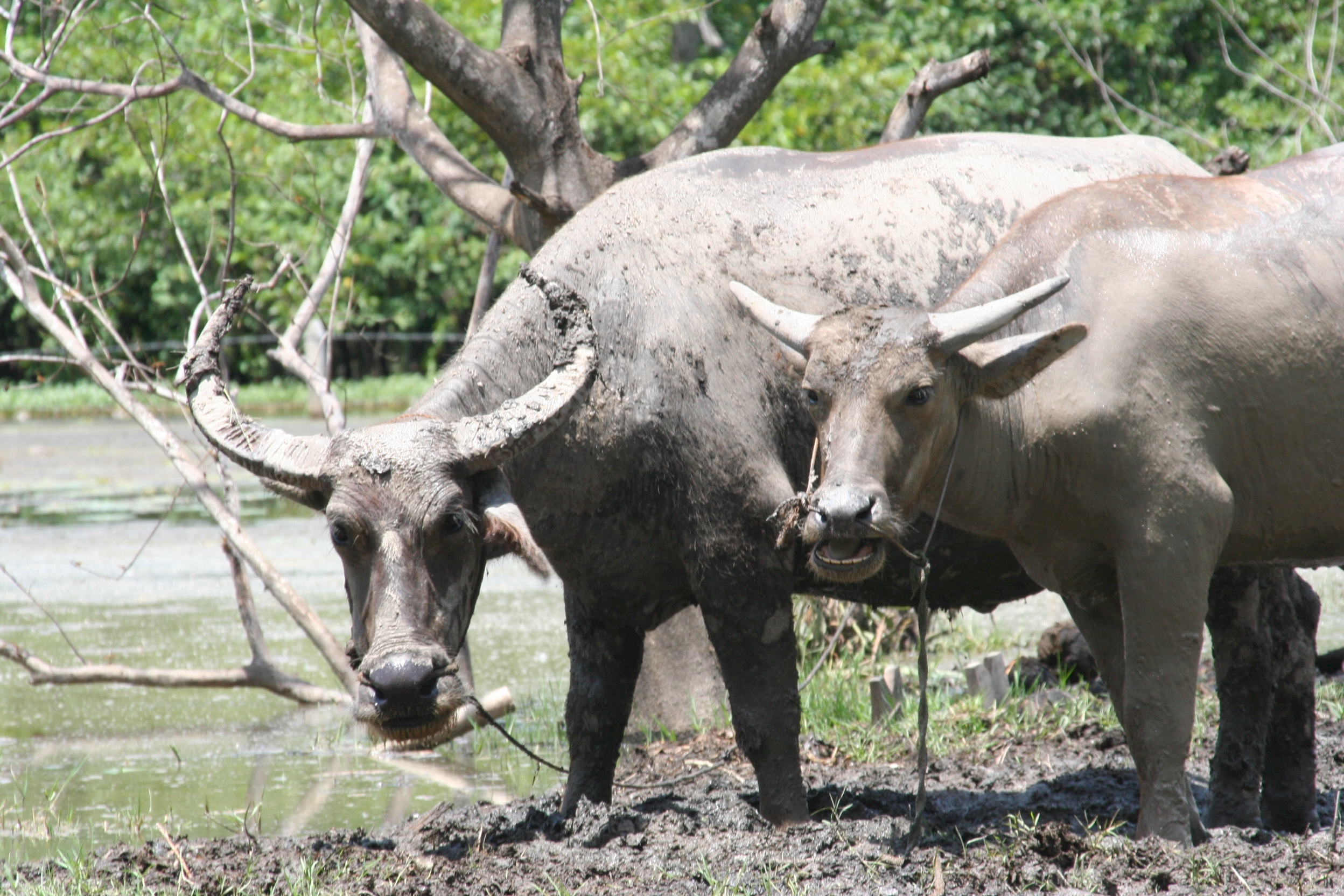
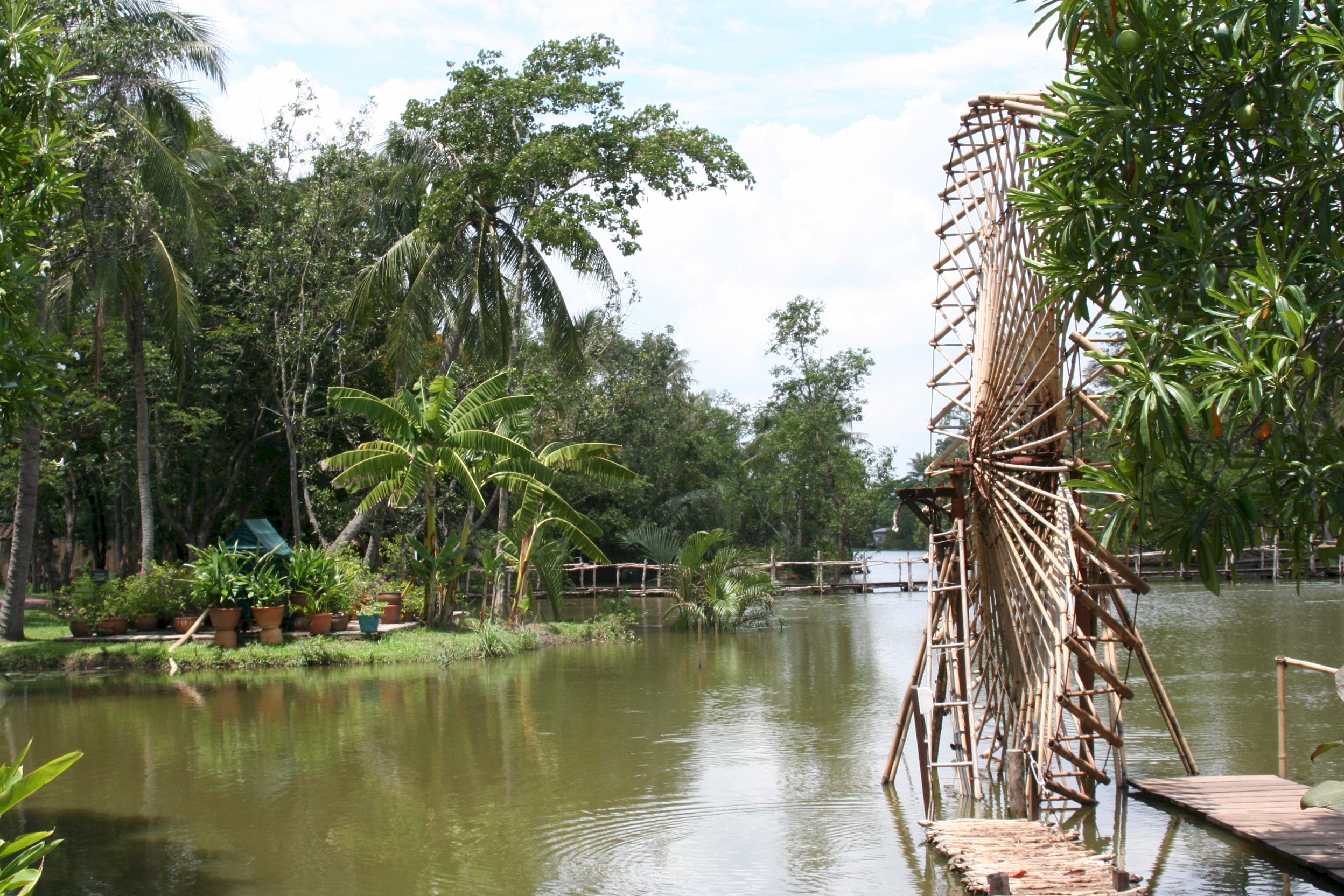
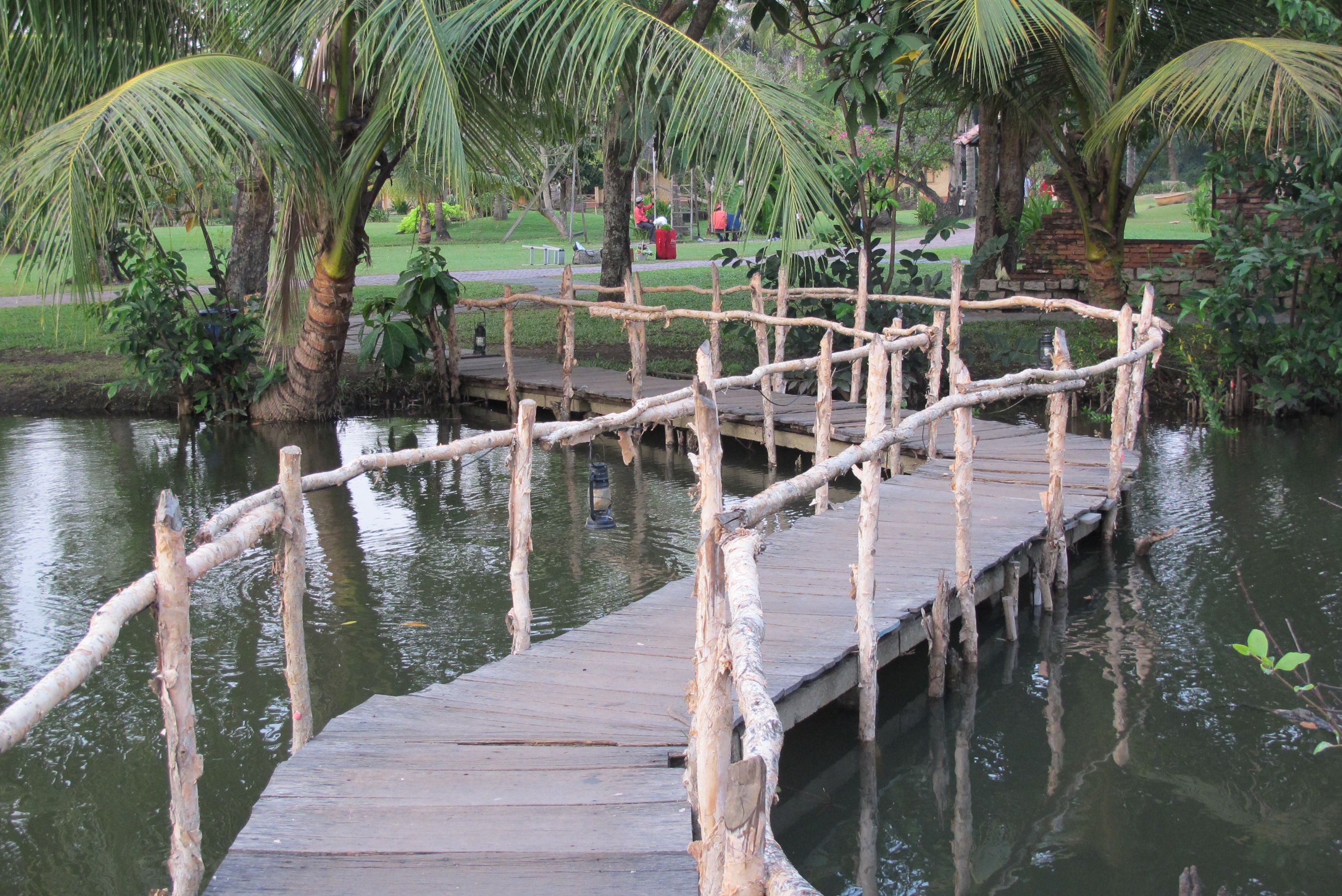
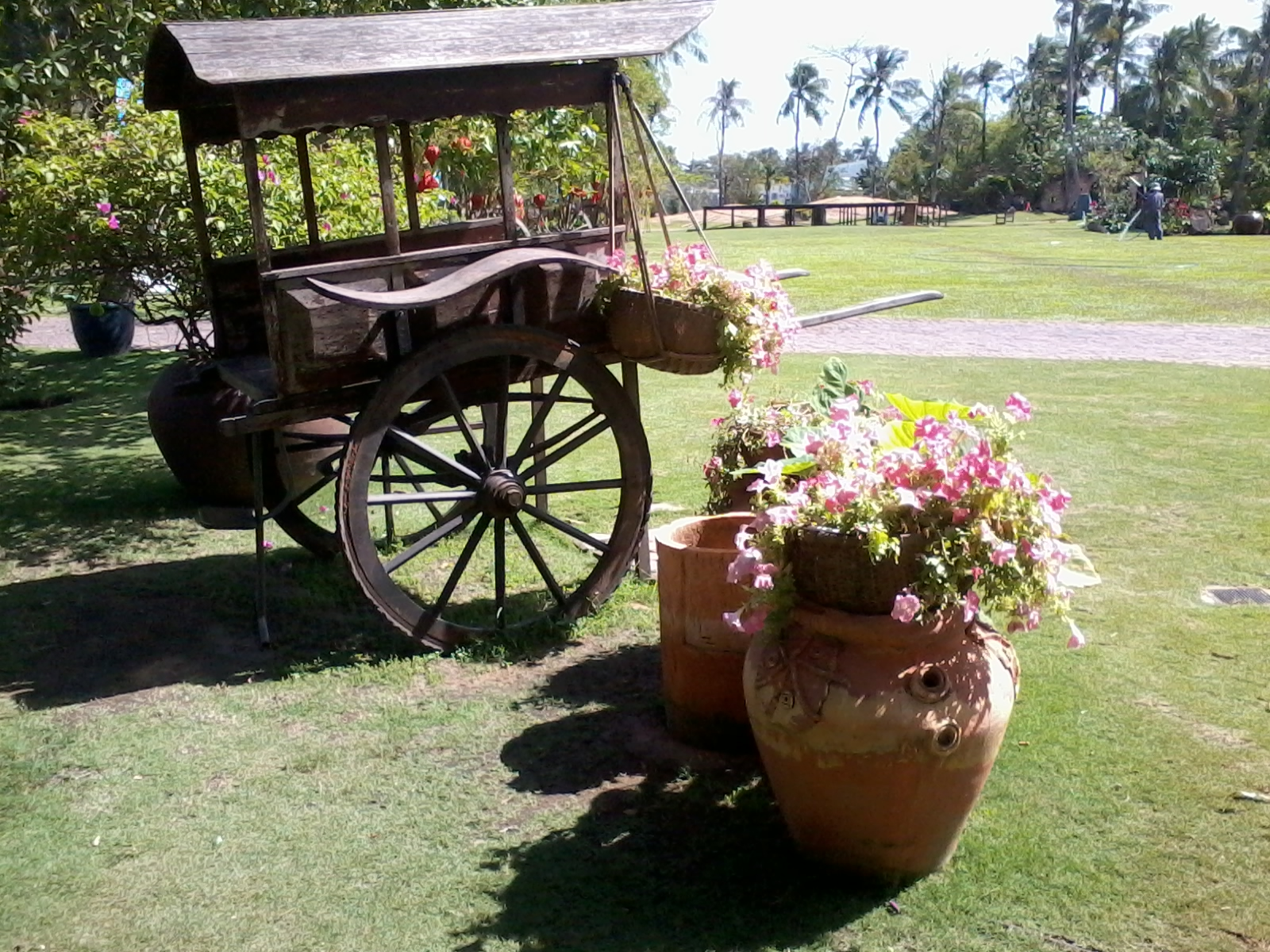